# Елерон-10
Елерон-10 — комплекс середнього радіуса дії для цілодобового ведення повітряної оптико-електронної розвідки та спостереження за безпілотними літальними апаратами, розроблений російським підприємством ЕНІКС.

## Призначення
Комплекс призначений для цілодобового ведення повітряної оптико-електронної розвідки наземної обстановки, охорони територій та державних кордонів, здійснення берегової охорони та контролю територіальних вод, автомобільних та залізничних магістралей, забезпечення пошуково-рятувальних операцій.
Перший дослідний зразок БПЛА розроблено та виготовлено фахівцями підприємства ЕНІКС 8 січня 2011 року. Елерон-10 отримав нову навігаційно-пілотажну систему з оновленим програмним забезпеченням.
Вперше публічно продемонстровано у 2011 році на міжнародній виставці-салоні «Комплексна безпека».
Для військового одержувача він може бути оснащений розширеними розвідувальними можливостями. Він може здійснювати автономний політ, пролітаючи за заздалегідь запрограмованим маршрутом, автоматичний — за запрограмованим перед зльотом маршрутом з можливістю його корекції наземною станцією управління, і напівавтоматичний — оператор може видавати команди на зміну маршруту. напрямок і висота польоту.

## Модифікації
- Модель Елерона-10СВ — зроблена для сухопутних військ Збройних сил Росії.
- Модель «Валдай» — безпілотний авіаційний комплекс на базі Елерона-10 для ФСБ Росії .[5]
- Модель «Елерон-10Д» — комплекс дистанційного спостереження.[6]

## Розв'язувані завдання
- візуальний пошук оператором об'єктів розвідки у режимі реального часу;
- виявлення та ідентифікація об'єктів розвідки;
- визначення точного розташування об'єктів розвідки з відображенням на наземному пульті управління координат об'єкта за допомогою ГЛОНАСС або ГЛОНАСС/GPS;
- аерофотозйомка місцевості.

## Склад комплексу
- Безпілотний літальний апарат Т10 — 2 шт.;
- Змінне модульне корисне навантаження;
- Наземний пункт керування;
- Стартові пристрої.

## Технічні характеристики
Технічні характеристики комплексу згідно з даними виробника :
| Найменування                                                                      | Показники      |
| --------------------------------------------------------------------------------- | -------------- |
| Робочий діапазон висот застосування, щодо точки старту, м                         | 4000           |
| Максимальний час польоту БПЛА на акумуляторній батареї, година.                   | 2,5            |
| Максимальна дальність ведення розвідки в режимі on-line, км                       | не менше 50    |
| Максимальна дальність ведення розвідки у режимі off-line (із записом на флеш), км | не менше 60    |
| Діапазон повітряних швидкостей горизонтального польоту, км/год                    | 75-135         |
| Діапазон робочих температур, °С                                                   | від −20 до +40 |
| Діапазон граничних температур, °С                                                 | від −40 до +50 |
| Час розгортання (згортання) комплексу, хв.                                        | не більше 20   |
| Бойовий розрахунок, од.                                                           | 2              |
| Термін служби, років                                                              | 5              |
| Розміри БПЛА Т10, мм                                                              | 2206×883×384   |
| Маса БПЛА Т10, кг                                                                 | 15,5           |

## Режими польоту
Можливі режими виконання польотного завдання :
- ручний;
- автономний із виконанням запрограмованих функцій;
- автоматичне повернення заздалегідь запрограмованою траєкторією;
- «утримання» об'єкта в полі кадру;
- обліт заданої точки;
- вимірювання швидкості вітру;
- пікірування.

## Бойове застосування
- Комплекс «Елерон-10СВ» брав участь у навчаннях підрозділів МВС під Уфою вночі 27 травня 2011 року, був перекинутий до Урмана, де горів арсенал боєприпасів. У нічних умовах мобільних комплекс «Елерон-10СВ», розміщений на базі а/м «Соболь», був миттєво розгорнутий та піднятий у повітря. В умовах задимленості та снарядів, що постійно рвуться, комплекс виявився єдиним засобом здатним в режимі реального часу транслювати відео- і тепловізійне зображення, що дозволило оперативно і достовірно оцінити обставини, що склалася, і вжити заходів щодо локалізації пожеж.[3]
- Комплекс «Валдай» брав участь у заходах щодо забезпечення безпеки на Універсіаді 2013 та Олімпіади у Сочі 2014.[5]
- Аудіовізуальні записи підтверджують використання безпілотного літального апарата під час громадянської війни в Сирії.[8]
- У грудні 2016 року один його екземпляр був збитий ЗСУ під Макіївкою[9]
- Використовуються під час війни в Україні.